# Blücherskor

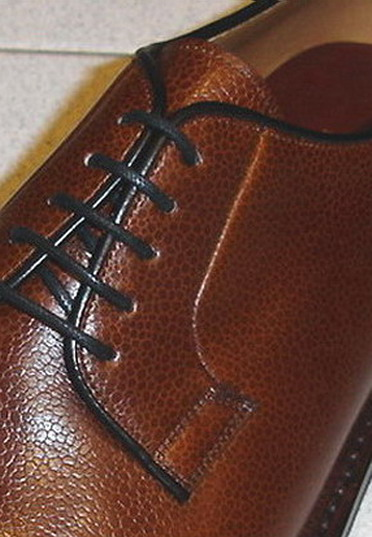
Detaljbild av snörningen. Snörningsdelen sitter ihop med resten av skons ovansida i ett stycke, till skillnad från hos derbyskor, där den är påsydd

Blüchersko är en herrsko med så kallad öppen snörning. Den påminner om derbyskon, men den del av ovansidan som håller snörningen är inte påsydd, utan sitter ihop med resten av skons ovandel. Därför saknas den s.k. "derbybågen" direkt under snörningen.

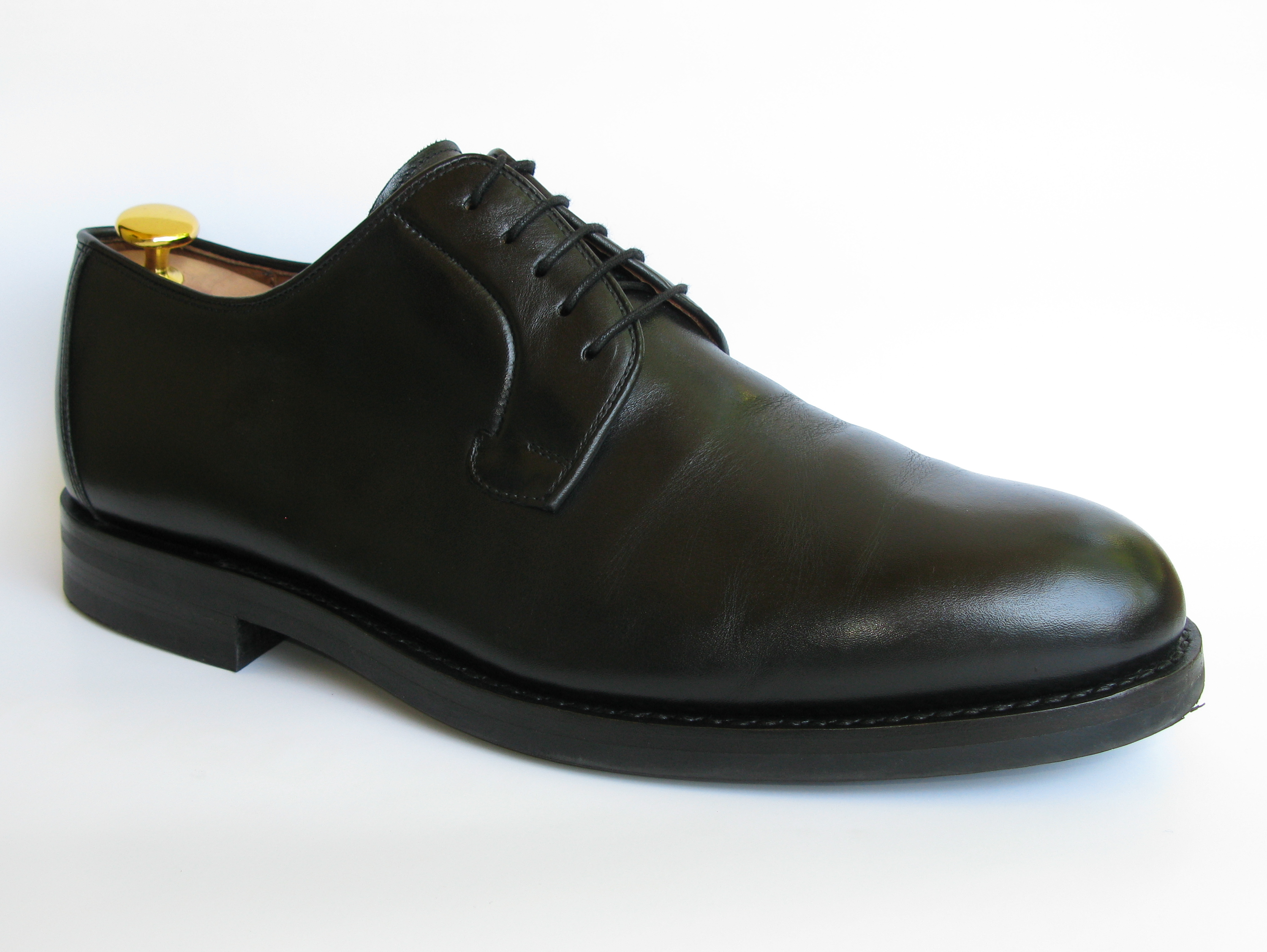
Svarta blüchers, med gummisulor

Öppen snörning innebär att lädret i snörningen utgör flikar, från sidorna, som inte är nedsydda längst fram - se detaljbilden till höger. Vid sluten snörning formar lädret i stället ett "V", när skorna är osnörade.
Blücherskorna är uppkallade efter den preussiske fältmarskalken Gebhard Leberecht von Blücher (1742 – 1819), som ville ha ett par praktiska skor för sina soldater i kriget mot Napoleon. Modellen togs sedan över av andra krigsmakter runt om i Europa.
Blücherskor är, liksom derbyskor, relativt informella.